# Phyllophaga arcta
Phyllophaga arcta är en skalbaggsart som beskrevs av Horn 1887. Phyllophaga arcta ingår i släktet Phyllophaga och familjen Melolonthidae. Inga underarter finns listade i Catalogue of Life.